# مائورو ککولی
مائورو ککولی (انگلیسی: Mauro Checcoli؛ زادهٔ ۱ مارس ۱۹۴۳) سوارکار اهل ایتالیا است.